# Don’t You Fake It
Don’t You Fake It (с англ. — «Не притворяйся») — дебютный студийный альбом американской рок-группы The Red Jumpsuit Apparatus. Релиз состоялся 18 июля 2006 года. Альбом был переиздан в 2007 году. Четыре песни из альбома вышли в виде синглов, на две песни были сняты музыкальные видеоклипы.

## Об альбоме
Don’t You Fake It посвящён другу Джона Уилкиса, который был при смерти из-за рака.

Название альбома взято из заглавной песни: 
Come dance with me, and don't you fake it!

## Песни

### В популярной культуре
Фильмы
- Песня «Face Down» звучит в фильме «Работник месяца» (2006)
- «Face Down» можно услышать в фильме «Крутая Джорджия» (2007)
- «Misery Loves Its Company» является саундтреком к фильму «Пила IV» (2007)
- Песня «False Pretense» присутствует в фильме «Никогда не сдавайся» (2008)

Видеоигры
- «In Fate’s Hands» звучит в игре Madden NFL 07 (2006)
- «Face Down» присутствует в игре Saints Row 2 (2008)
- Песня «Face Down» есть в видеоигре MX vs. ATV Untamed (2008)

## Список композиций
Все тексты написаны Ронни Уинтером, вся музыка написана The Red Jumpsuit Apparatus.
| №                   | Название                                     | Длительность |
| ------------------- | -------------------------------------------- | ------------ |
| 1.                  | «In Fate’s Hands»                            | 3:27         |
| 2.                  | «Waiting»                                    | 2:56         |
| 3.                  | «False Pretense»                             | 2:27         |
| 4.                  | «Face Down»                                  | 3:10         |
| 5.                  | «Misery Loves Its Company»                   | 3:14         |
| 6.                  | «Cat and Mouse»                              | 3:27         |
| 7.                  | «Damn Regret»                                | 2:44         |
| 8.                  | «Atrophy»                                    | 3:16         |
| 9.                  | «Seventeen Ain’t So Sweet»                   | 3:20         |
| 10.                 | «Justify»                                    | 3:26         |
| 11.                 | «Your Guardian Angel» (содержит 1:30 тишины) | 5:21         |
| 12.                 | «The Grim Goodbye» (скрытый трек)            | 7:40         |
| Общая длительность: | Общая длительность:                          | 44:28        |

| №   | Название                          | Длительность |
| --- | --------------------------------- | ------------ |
| 13. | «Face Down» (акустическая версия) | 3:10         |
| 14. | «Disconnected»                    | 2:55         |

## Синглы
| Год  | Название              | Высшая позиция | Высшая позиция | Высшая позиция | Высшая позиция | Высшая позиция | Высшая позиция |
| Год  | Название              | US             | US Adult       | US Alt.        | US Main.       | CAN            | NZL            |
| ---- | --------------------- | -------------- | -------------- | -------------- | -------------- | -------------- | -------------- |
| 2006 | «Face Down»           | 25             | 18             | 3              | 38             | 43             | 4              |
| 2007 | «False Pretense»      | —              | —              | 39             | —              | —              | —              |
| 2007 | «Your Guardian Angel» | 122            | —              | —              | —              | —              | 19             |
| 2008 | «Damn Regret»         | —              | —              | —              | —              | —              | —              |

## Чарты и сертификация альбома
| Чарты        | Год    | Чарты              | Позиция       |
| ------------ | ------ | ------------------ | ------------- |
| Чарты        | 2006   | U.S. Billboard 200 | 25            |
| Сертификация | Страна | Сертификация       | Продажи       |
| Сертификация | США    | Золото             | более 852 000 |

## Над альбомом работали
The Red Jumpsuit Apparatus
- Ronnie Winter — вокал
- Duke Kitchens — ритм-гитара, бэк-вокал, клавишные
- Elias Reidy — соло-гитара, бэк-вокал
- Joey Westwood — бас-гитара, бэк-вокал
- Jon Wilkes — ударные, бэк-вокал

Приглашённые музыканты
- Randy Winter — ударные, секвенсор

Создатели
- David Bendeth
- Steve Tramposch
- Isaiah Abolin
- Anthony Fontana
- Ted Young
- Sean Mosher-Smith
- John Bender
- Kato Khandwala
- Dan Korneff